# ディオゴ・オーメン

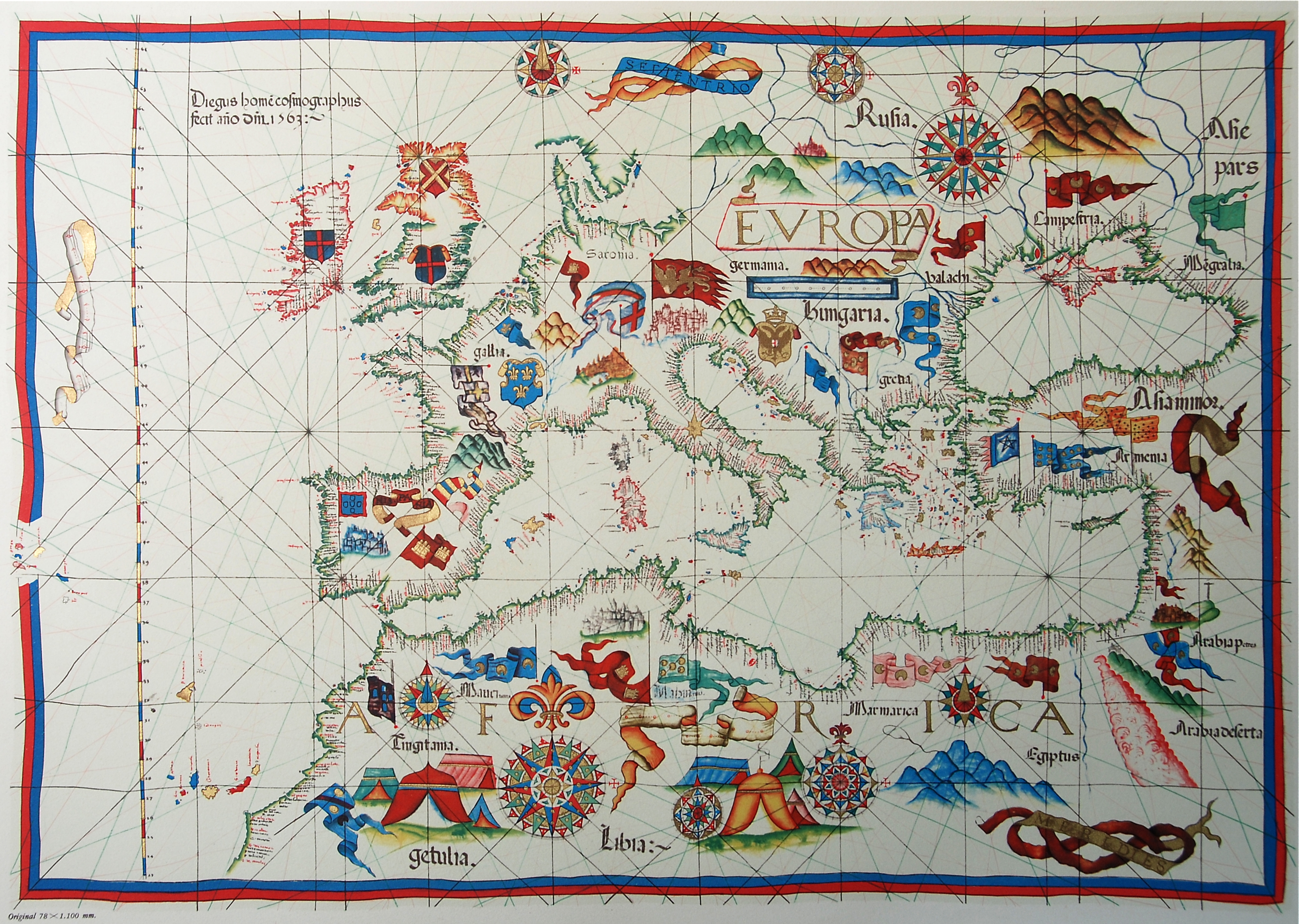
ディオゴ・オーメンによる港湾海図（1563年）。フィレンツェ国立中央図書館所蔵。

ディオゴ・オーメン（Diogo Homem、1520年または1521年 – 1576年）は、ポルトガルの地図製作者。

## 生涯
1520年頃にポルトガル王国で誕生。東北大学の小川知幸はディオゴ・オーメンの具体的な出生地について、リスボンと推定している。父親は地図製作者ロポ・オーメン。
1544年、ディオゴ・オーメンはリスボンで起きた殺人事件に関与した疑いで、モロッコの要塞に投獄された。オーメンは保釈金を支払って執行猶予を受けた後、イングランドに亡命した。イングランドではオーメンの地図作成の知識と技術を買われ、ヘンリー8世に仕える60人もの地図製作者たちと一緒に働いた。ヘンリー8世は当時、フランスやスコットランドとの戦いに備えて港湾や要塞の地図を作成を推進しており、優秀な外国人地図製作者を多数雇用していた。オーメンはイギリス亡命から3年ほどで、ヨーロッパ随一の海図製作者として知られるようになり、フリーランスとして各国からの注文を受けることで生計を立てていた。仕事の多くは、個人所有の図書館からの発注であった。少なくとも1547年まで、オーメンはロンドンを拠点に活動した。

## 作品
ディオゴ・オーメンは1557年から1576年にかけて地図製作を行った。その中でも特に、装飾された羊皮紙29ページに描かれた『ディオゴ・オーメンのアトラス』と呼ばれる地図が有名である。主な作品として、次のものが知られている。
- 1558年 - 『南アメリカ』 - 現在、大英博物館（ロンドン）に所蔵されている。『ディオゴ・オーメンのアトラス』を組み合わせたもので、南アメリカとアンティル諸島を示している。
- 1558年 - 『南アメリカ』 - 現在、フランス国立図書館（パリ）に所蔵されている。『ディオゴ・オーメンのアトラス』を組み合わせたもので、ブラジルの南部が東に大きく膨らんでいたり、地形の表現が必ずしも正確ではなかったりと、南アメリカの境界線が非常に不正確であることが特徴である。沿岸部の地形については多数の地名が描かれているが、内陸部の情報は皆無である。アンティル諸島、ペルー、アルゼンチン、「インカの地」、マゼラン海峡などが記載されている。
- 1568年 - 『南アメリカⅡ』 - 現在、ドレスデン市立図書館に所蔵されている。『ディオゴ・オーメンのアトラス』を組み合わせたもので、2枚のシートで構成されている。題字の「Mvndnvs」は「新世界」を意味し、南アメリカを示している。説明文によると、「新世界」は「ブラジリス」と「テラ・アルゼンティア」で構成されており、「ブラジリス」にはポルトガル王家の紋章が示されている。「テラ・アルゼンティア」はその南方にあり、スペイン王家の紋章が示されている。中央部のアマゾン地方には裸の人々が描かれており、「Canibales：Antropophagorum Terra」という文言が記載されている。沿岸部には多数の地名が記載されているが、内陸部は簡潔に「未知の領域」とだけ示されている。